# 블리 브루구
블리 브루구(아일랜드어: Blaí Briugu)는 아일랜드 신화의 얼스터 대계에 나오는 등장인물이다. 그는 부자이며 여관을 경영했다. 그에게는 동행자 없이 자기 여관에 묵는 여자와 동침해야 한다는 기아스가 있었다. 나중에 켈트하르의 아내 브리그 브레타크(Brig Bretach)가 혼자 여관에 찾아와서 묵자 블라는 기아스에 따라 그녀와 동침했고, 이에 켈트하르가 그를 죽였다.